# Funktionel gruppe
I kemi er en funktionel gruppe den del af et molekyle som bestemmer molekylets kemiske egenskaber og dermed hvilke reaktioner molekylet kan deltage i. Et molekyle kan indeholde mere end en funktionel gruppe, eller slet ingen.
| Klasse                 | Gruppe                    | Formel       | Strukturformel                                      | Præfiks                                                                    | Suffiks                         | Eksempel                                            |
| ---------------------- | ------------------------- | ------------ | --------------------------------------------------- | -------------------------------------------------------------------------- | ------------------------------- | --------------------------------------------------- |
| Acylhalid (syreklorid) | Haloformyl                | RCOX         | Acyl halide                                         | haloformyl-                                                                | -oylhalid                       | Acetylklorid (Ethanoylklorid)                       |
| Alkohol                | Hydroxyl                  | ROH          | Hydroxyl                                            | hydroxy-                                                                   | -ol                             | Methanol                                            |
| Aldehyd                | Aldehyd                   | RCHO         | Aldehyd                                             | oxo-                                                                       | -al                             | Acetaldehyd (Ethanal)                               |
| Alkan                  | Alkyl                     | RH           | Alkyl                                               | alkyl-                                                                     | -an                             | Methan                                              |
| Alken                  | Alkenyl                   | R2C=CR2      | Alken                                               | alkenyl-                                                                   | -en                             | Ethylen (Ethen)                                     |
| Alkyn                  | Alkynyl                   | RC≡CR'       | Alkyn                                               | alkynyl-                                                                   | -yn                             | Acetylen (Ethyn)                                    |
| Amid                   | Carboxamid                | RCONR2       | Amid                                                | carboxamido-                                                               | -amid                           | Acetamid (Ethanamid)                                |
| Aminer                 | Primær amin               | RNH2         | Primær amin                                         | amino-                                                                     | -amin                           | Metylamin (Methanamin)                              |
| Aminer                 | Sekundær amin             | R2NH         | Sekundær amin                                       | amino-                                                                     | -amin                           | Dimethylamin                                        |
| Aminer                 | Tertiær amin              | R3N          | Tertiær amin                                        | amino-                                                                     | -amin                           | Trimethylamin                                       |
| Aminer                 | Kvarternær ammoniumkation | R4N+         | Kvarternær ammoniumkation                           | ammonio-                                                                   | -ammonium                       | Kolin                                               |
| Azoforbindelse         | Azo (Diimid)              | RN2R'        | Azo.pngl                                            | azo-                                                                       | -diazen                         | Methylorange (p-dimethylamino- azobenzensulfonsyre) |
| Toluenderivater        | Benzyl                    | RCH2C6H5 RBn | Benzyl                                              | benzyl-                                                                    | 1-(substituent)toluen           | Benzylbromid (1-Bromtoluen)                         |
| Carbonat               | Carbonatester             | ROCOOR       | Carbonat                                            |                                                                            | alkyl carbonat                  |                                                     |
| Carboxylat             | Carboxylat                | RCOO−        | Carboxylat · Carboxylat                             | carboxy-                                                                   | -oat                            | Natriumacetat (Natriumethanoat)                     |
| Carboxylsyre           | Carboxyl                  | RCOOH        | Carboxylsyre                                        | carboxy-                                                                   | -(carboxyl)syre                 | Eddikesyre (Ethansyre)                              |
| Cyanater               | Cyanat                    | ROCN         | Cyanat                                              | cyanato-                                                                   | alkyl cyanat                    |                                                     |
| Cyanater               | Thiocyanat                | RSCN         | Thiocyanat                                          | thiocyanato-                                                               | alkyl thiocyanat                |                                                     |
| Æter                   | Æter                      | ROR'         | Æter                                                | alkoxy-                                                                    | alkyl-alkyl-æter                | Diætylæter (Ethoxyethan)                            |
| Ester                  | Ester                     | RCOOR'       | Ester                                               |                                                                            | alkyl-alkanoate                 | Ætylbutyrat (Ætylbutanoat)                          |
| Haloalkan              | Halo                      | RX           | Halidgruppe                                         | halo-                                                                      | alkylhalid                      | Chlorethan (Ætylklorid)                             |
| Hydroperoxid           | Hydroperoxy               | ROOH         | Hydroperoxy                                         | hydroperoxy-                                                               | alkylhydroperoxid               | Methylethylketonperoxid                             |
| Imin                   | Primær ketimin            | RC(=NH)R'    | Imin                                                | imino-                                                                     | -imin                           |                                                     |
| Imin                   | Sekundær ketimin          | RC(=NR)R'    | Imin                                                | imino-                                                                     | -imin                           |                                                     |
| Imin                   | Primær aldimin            | RC(=NH)H     | Imin                                                | imino-                                                                     | -imin                           |                                                     |
| Imin                   | Sekundær aldimin          | RC(=NR')H    | Imin                                                | imino-                                                                     | -imin                           |                                                     |
| Isocyanid              | Isocyanid                 | RNC          |                                                     | isocyano-                                                                  | alkylisocyanid                  |                                                     |
| Isocyanater            | Isocyanat                 | RNCO         | Isocyanate                                          | isocyanato-                                                                | alkylisocyanat                  | Methylisocyanat                                     |
| Isocyanater            | Isothiocyanat             | RNCS         | Isothiocyanat                                       | isothiocyanato-                                                            | alkylisothiocyanat              | Allylisothiocyanat                                  |
| Keton                  | Carbonyl                  | RCOR'        | Keton                                               | keto-, oxo-                                                                | -on                             | Methylethylketon (Butanon)                          |
| Nitrat                 | Nitrat                    | RONO2        | Nitrat                                              | nitrooxy-, nitroxy-                                                        | alkylnitrat                     | Amylnitrat (1-nitrooxypentan)                       |
| Nitril                 | Nitril                    | RCN          | Nitril                                              | cyano-                                                                     | alkannitril alkylcyanid         | Benzonitril (Phenylcyanid)                          |
| Nitrit                 | Nitrosooxy                | RONO         | Nitrit                                              | nitrosooxy-                                                                | alkylnitrit                     | Amylnitrit (3-methyl-1-nitrosooxybutan)             |
| Nitroforbindelse       | Nitro                     | RNO2         | Nitro                                               | nitro-                                                                     |                                 | Nitromethan                                         |
| Nitrosoforbindelse     | Nitroso                   | RNO          | Nitroso                                             | nitroso-                                                                   |                                 | Nitrosobenzen                                       |
| Peroxid                | Peroxy                    | ROOR         | Peroxy                                              | peroxy-                                                                    | alkylperoxid                    | Di-tert-butylperoxid                                |
| Benzenderivater        | Phenyl                    | RC6H5        | Phenyl                                              | phenyl-                                                                    | -benzen                         | Cumene (2-phenylpropan)                             |
| Fosfin                 | Fosfino                   | R3P          | En tertiær phosphin                                 | phosphino-                                                                 | -phosphan                       | Methylpropylphosphan                                |
| Fosfodiester           | Fosfat                    | HOPO(OR)2    | Fosfodiester                                        | fosforsyre- di(substituent)ester                                           | di(substituent)- hydrogenfosfat | DNA                                                 |
| Phosphosyre            | Phosphono                 | RP(=O)(OH)2  | Phosphono group                                     | phosphono-                                                                 | substituent phosphonsyre        | Benzylphosphonic acid                               |
| Fosfat                 | Fosfat                    | ROP(=O)(OH)2 | Fosfatgruppe                                        | phospho-                                                                   |                                 | Glyceraldehyd-3-fosfat                              |
| Pyridinderivater       | Pyridyl                   | RC5H4N       | 4-pyridylgruppe · 3-pyridylgruppe · 2-pyridylgruppe | 4-pyridyl (pyridin-4-yl) 3-pyridyl (pyridin-3-yl) 2-pyridyl (pyridin-2-yl) | -pyridin                        | Nicotin                                             |
| Sulfid                 |                           | RSR'         | Sulfidgruppe                                        |                                                                            | di(substituent)sulfid           | Dimethylsulfid                                      |
| Sulfon                 | Sulfonyl                  | RSO2R'       | Sulfonylgruppe                                      | sulfonyl-                                                                  | di(substituent)- sulfon         | Dimethylsulfon (Metylsulfonylmetan)                 |
| Sulfonsyre             | Sulfo                     | RSO3H        | Sulfonylgruppe                                      | sulfo-                                                                     | substituent- sulfonsyre         | Benzensulfonsyre                                    |
| Sulfoxid               | Sulfinyl                  | RSOR'        | Sulfinylgruppe                                      | sulfinyl-                                                                  | di(substituent)- sulfoxid       | Difenylsulfoxid                                     |
| Thiol                  | Sulfhydryl                | RSH          | Sulfhydryl                                          | mercapto-, sulfanyl-                                                       | -thiol                          | Ethanthiol (Ethylmercaptan)                         |

| Kemi | Spire Denne artikel om kemi er en spire som bør udbygges. Du er velkommen til at hjælpe Wikipedia ved at udvide den. |